# Vila Pracner (Luhačovice)
Vila Pracner je historizující vila v Luhačovicích.

## Historie
Vila byla vybudována podle návrhu architekta Vladimíra Fischera v roce 1906 a je zdobena sgrafity Ládi Nováka. Od roku 1992 je chráněna jako kulturní památka. Tvoří dvojici se sousední vilou Samohrd.

## Architektura
Jedná se o jednopatrový, samostatně stojící dům na půdorysu obdélníka (čtverce), stěny jsou nicméně nepravidelně doplněny rizality. Spád terénu dorovnává kamenná podezdívka, střecha je sedlová s valbičkou a vikýři. Přízemí a patro uličního průčelí v levé části tvoří dvouosá otevřená lodžie: v přízemí arkádová s bosovanými arkádami, v patře nesená sloupy. Pravá strana přízemí je tvořena rizalitem na trojúhelníkovém půdorysu a s dvoubokou jehlancovou střechou. Uprostřed štítu je šestidílné okno s profilovanou šambránou. Plocha štítu je zdobena sgrafitem s rozvilinami, v levé straně štítu je obraz ženy – přadleny – s dítětem, na pravé straně obraz muže s knihou.
Levé průčelí domu je zdobeno mělkým rizalitem, z něhož v přízemí vybíhá další rizalit. Plocha štítu je opět zdobena sgrafitem s rostlinnými motivy. Technikou sgrafita je provedena také kartuš s rollwerkovým rámcem a nápisem „NÁM DOBŘE A NIKOMU ZLE“. V pravém průčelí je umístěn nejnápadnější exteriérový prvek – hranolová věž. V uličním průčelí věže je prolomen hlavní vstup do domu, segmentově (půlkruhově) zaklenutý a vsazený do sloupové edikuly. V prvním patře je fasáda věže zdobena sgrafitem s motivem troubícího jezdce na bílém koni, jak v doprovodu loveckého psa honí jelena. Věž je završena jehlancovou střechou (gotickou střechou s námětky).